# Чемпионат мира по баскетболу 2019. Группа M
В этой статье представлено положение команд и результаты матчей в группе М второго этапа за 17-32 места чемпионата мира по баскетболу 2019. Учитываются результаты первого этапа. Команды сыграют друг с другом в один круг, с которыми не играли на первом этапе. Матчи пройдут с 6 сентября по 8 сентября 2019 года в Спортивном зале в Гуанчжоу. По результатам, команда занявшая 1-е место в группе, поделит 17-20 места в общем зачёте, 2-я команда - 21-24, 3-я - 25-28 и 4-я - 29-32 места.

## Положение команд
| Команда          | Игр | В | П | МЗ  | МП  | МР  | Очки |
| ---------------- | --- | - | - | --- | --- | --- | ---- |
| Нигерия          | 5   | 3 | 2 | 435 | 381 | +54 | 8    |
| Китай            | 5   | 2 | 3 | 355 | 365 | −10 | 7    |
| Республика Корея | 5   | 1 | 4 | 361 | 438 | −77 | 6    |
| Кот-д’Ивуар      | 5   | 0 | 5 | 326 | 400 | −74 | 5    |

## Результаты матчей
Время матчей дано по UTC+8:00

### 4-й тур

#### Нигерия — Кот-д'Ивуар
| 6 сентября 2019 16:00 | Протокол | Нигерия                    | 83:66    | Кот-д’Ивуар                        | Спортивный зал, Гуанчжоу Судьи: Георгиос Пурсанидис Кришна Домингес Маркос Михаэлидес |
| 6 сентября 2019 16:00 | Протокол | 24–18, 13–17, 26–11, 20–20 |          |                                    | Спортивный зал, Гуанчжоу Судьи: Георгиос Пурсанидис Кришна Домингес Маркос Михаэлидес |
| 6 сентября 2019 16:00 | Протокол | Габе-Винсет Ннамди 15      | Очки     | Деон Томпсон 19                    | Спортивный зал, Гуанчжоу Судьи: Георгиос Пурсанидис Кришна Домингес Маркос Михаэлидес |
| 6 сентября 2019 16:00 | Протокол | Ике Диогу 9                | Подборы  | Деон Томпсон 9                     | Спортивный зал, Гуанчжоу Судьи: Георгиос Пурсанидис Кришна Домингес Маркос Михаэлидес |
| 6 сентября 2019 16:00 | Протокол | Джош Окоги 5               | Передачи | Сулейман Диабате, Вафесса Фофана 4 | Спортивный зал, Гуанчжоу Судьи: Георгиос Пурсанидис Кришна Домингес Маркос Михаэлидес |

#### Китай — Республика Корея
| 6 сентября 2019 20:00 | Протокол | Китай                      | 77:73    | Республика Корея            | Спортивный зал, Гуанчжоу Судьи: Майкл Вейланд Карстен Штраубе Джеймс Бойер |
| 6 сентября 2019 20:00 | Протокол | 19–18, 16–14, 19–20, 23–21 |          |                             | Спортивный зал, Гуанчжоу Судьи: Майкл Вейланд Карстен Штраубе Джеймс Бойер |
| 6 сентября 2019 20:00 | Протокол | Го Айлунь , Чжао Жуй 16    | Очки     | Ра Гун А 21                 | Спортивный зал, Гуанчжоу Судьи: Майкл Вейланд Карстен Штраубе Джеймс Бойер |
| 6 сентября 2019 20:00 | Протокол | Чжоу Ци 14                 | Подборы  | Ра Гун А 12                 | Спортивный зал, Гуанчжоу Судьи: Майкл Вейланд Карстен Штраубе Джеймс Бойер |
| 6 сентября 2019 20:00 | Протокол | Го Айлунь 5                | Передачи | Пак Чхан Хи, Ким Сун Хьюн 4 | Спортивный зал, Гуанчжоу Судьи: Майкл Вейланд Карстен Штраубе Джеймс Бойер |

### 5-й тур

#### Кот-д'Ивуар — Республика Корея
| 8 сентября 2019 14:00 | Протокол | Кот-д’Ивуар                | 71:80    | Республика Корея | Спортивный зал, Гуанчжоу Судьи: Кришна Домингес Джеймс Бойер Арно Ком Нджило |
| 8 сентября 2019 14:00 | Протокол | 14–18, 16–32, 17–16, 24–14 |          |                  | Спортивный зал, Гуанчжоу Судьи: Кришна Домингес Джеймс Бойер Арно Ком Нджило |
| 8 сентября 2019 14:00 | Протокол | Шарль Абуо 15              | Очки     | Ра Гун А 26      | Спортивный зал, Гуанчжоу Судьи: Кришна Домингес Джеймс Бойер Арно Ком Нджило |
| 8 сентября 2019 14:00 | Протокол | Вафесса Фофана 7           | Подборы  | Ра Гун А 16      | Спортивный зал, Гуанчжоу Судьи: Кришна Домингес Джеймс Бойер Арно Ком Нджило |
| 8 сентября 2019 14:00 | Протокол | Ги Эди 4                   | Передачи | Пак Чхан Хи 6    | Спортивный зал, Гуанчжоу Судьи: Кришна Домингес Джеймс Бойер Арно Ком Нджило |

#### Китай — Нигерия
| 8 сентября 2019 20:00 | Протокол | Китай                      | 73:86    | Нигерия           | Спортивный зал, Гуанчжоу Судьи: Майкл Вейланд Георгиос Пурсанидис Карстен Штраубе |
| 8 сентября 2019 20:00 | Протокол | 21–19, 10–16, 20–25, 22–26 |          |                   | Спортивный зал, Гуанчжоу Судьи: Майкл Вейланд Георгиос Пурсанидис Карстен Штраубе |
| 8 сентября 2019 20:00 | Протокол | И Цзяньлянь 27             | Очки     | Джош Окоги 18     | Спортивный зал, Гуанчжоу Судьи: Майкл Вейланд Георгиос Пурсанидис Карстен Штраубе |
| 8 сентября 2019 20:00 | Протокол | Ван Чжэлинь 7              | Подборы  | Аль-Фарук Амину 8 | Спортивный зал, Гуанчжоу Судьи: Майкл Вейланд Георгиос Пурсанидис Карстен Штраубе |
| 8 сентября 2019 20:00 | Протокол | Сунь Минхуй 9              | Передачи | Аль-Фарук Амину 6 | Спортивный зал, Гуанчжоу Судьи: Майкл Вейланд Георгиос Пурсанидис Карстен Штраубе |